# Tòa nhà Esken ở Toruń
Tòa nhà Esken ở Toruń (tiếng Ba Lan: Dom Eskenów w Toruniu) là một tòa nhà lịch sử có từ thế kỷ 16, tọa lạc ở số 16 Phố Łazienna, thuộc khu phức hợp Phố Cổ, Toruń, Ba Lan. Tòa nhà là trụ sở của Bảo tàng Lịch sử Toruń.

## Lịch sử
Công trình kiến trúc ban đầu do thị trưởng Toruń - Henryk Hitfeld xây dựng vào cuối thế kỷ 14. Vào đầu thế kỷ 16, khu bất động sản này thuộc quyền sở hữu của gia đình Esken và trở thành nơi sinh sống cho các thế hệ gia đình này trong gần 200 năm. Khoảng năm 1590, cung điện được xây dựng lại để trở thành một nơi ở cho giai cấp tư sản thời Phục hưng. Ở tầng một, trần nhà với các chi tiết trang trí đa sắc màu vẫn còn tồn tại cho đến ngày nay. Sau năm 1703, cung điện thuộc sở hữu của nhiều thương gia khác nhau. Vào năm 1844, cung điện được trùng tu ở các tầng, các lối đi và các cửa sổ nhằm trưng dụng làm kho chứa lương thực. Ở thời điểm đó, toàn bộ tòa nhà nổi tiếng với một màu đỏ nên thường được gọi là Czerwony Granary (tạm dịch: Ngũ cốc đỏ). Vào những năm 1980, cung điện liên tục trải qua các hoạt động tái thiết và bảo tồn. Hiện tại, Bảo tàng Lịch sử Toruń đặt trụ sở tại đây.